# Centraal park voor cultuur en vrije tijd
Het Centraal park voor cultuur en vrije tijd (Russisch: Центральный парк культуры и отдыха; Kazachs: Орталық мәдениет және демалыс паркі) is een park in de Kazachse stad Almaty. 
Het park is in 1856 ontstaat als een kwekerij van de overheid voor groenten, fruit en planten. Met de groei van de bevolking veranderde de kwekerij in een locatie voor vrijetijdsbesteding. In 1930 werd het park Gorkipark genoemd, naar de Sovjet-Russische schrijver Maksim Gorki. In de jaren 1990 werd het park hernoemd naar Centraal park voor cultuur en vrije tijd.
In 2004 werd het park door de burgemeester van Almaty, Viktor Chrapoenovim, verkocht aan de private onderneming Altyn Taras.
Het park bestaat uit bomen, bloemperken en een klein meer. In het park bevinden zich onder meer een theater, een waterpark, sportfaciliteiten en attracties voor kinderen.

## Galerij

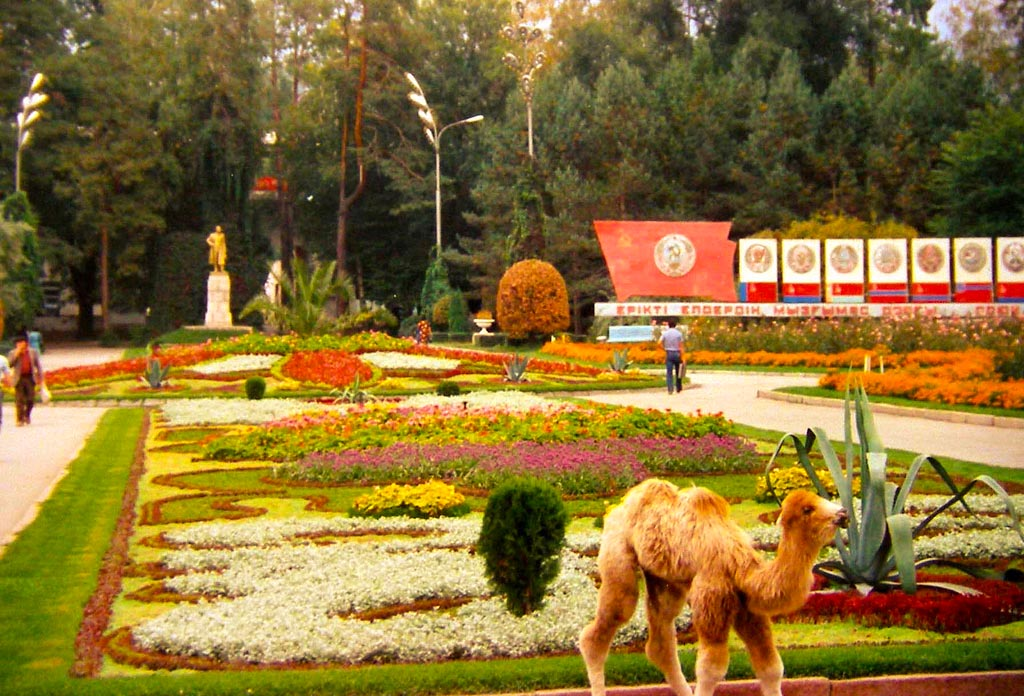
Het park in 1988
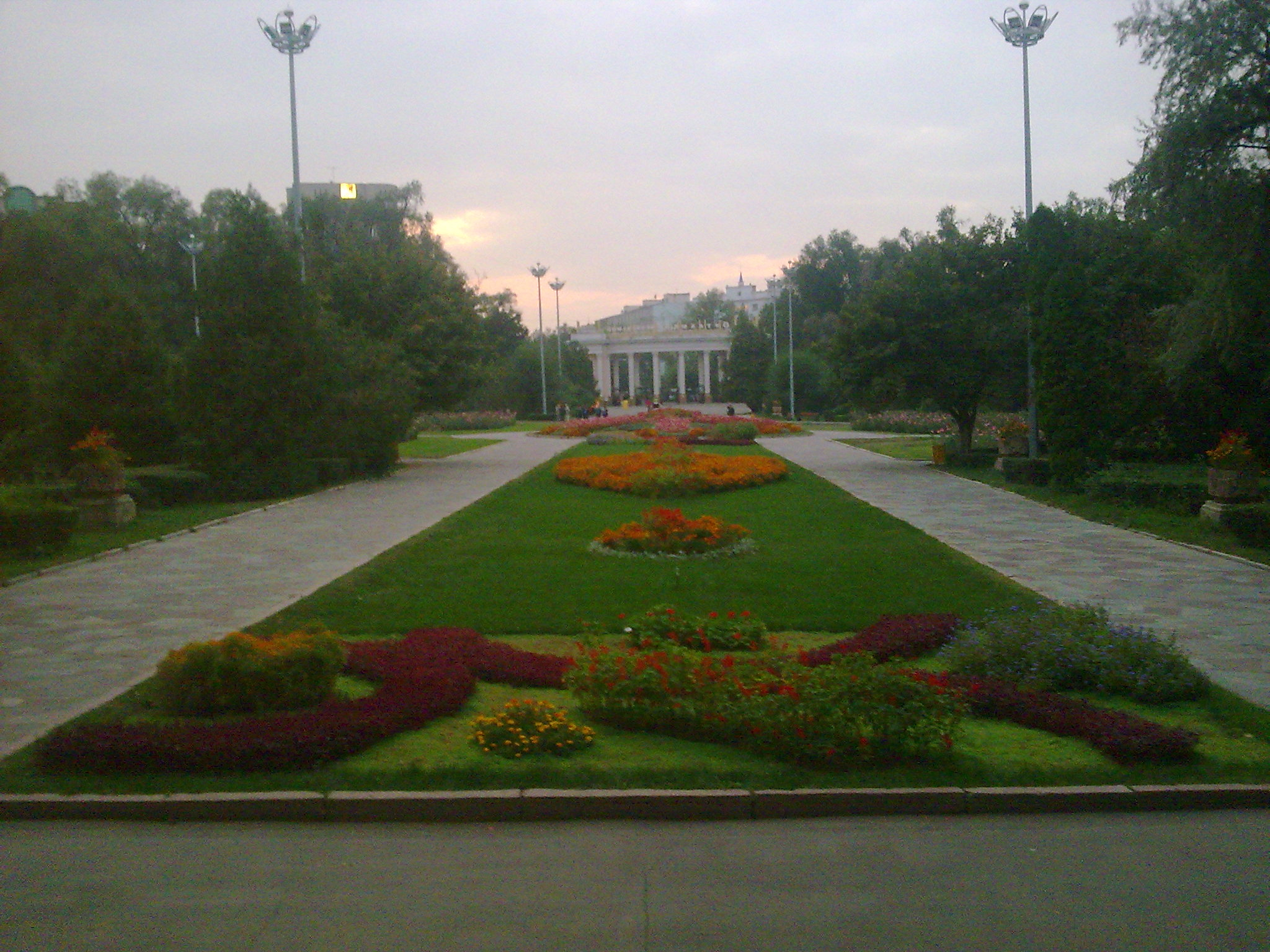
Bloemperk achter de ingang van het park
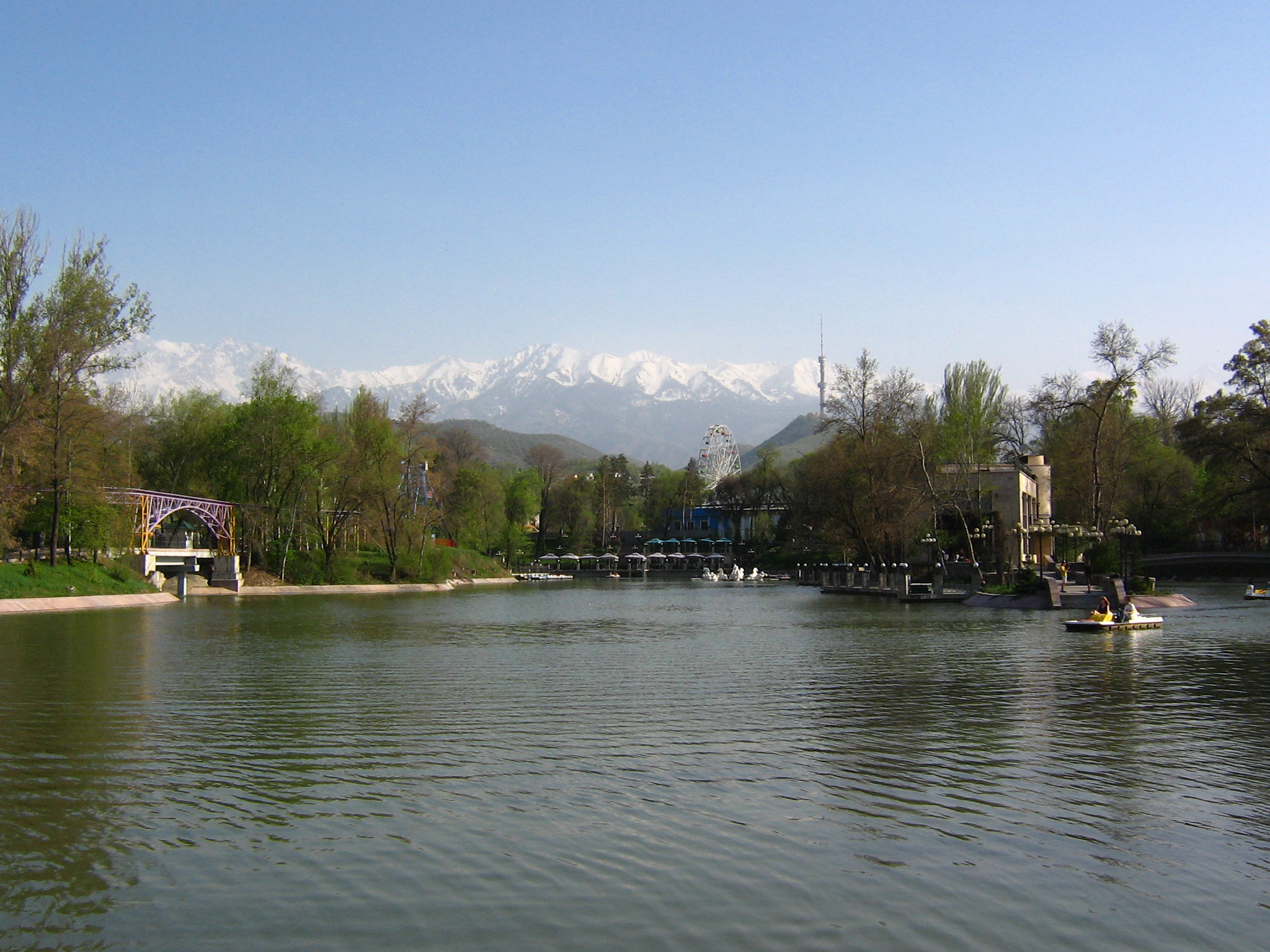
Het meer in het park
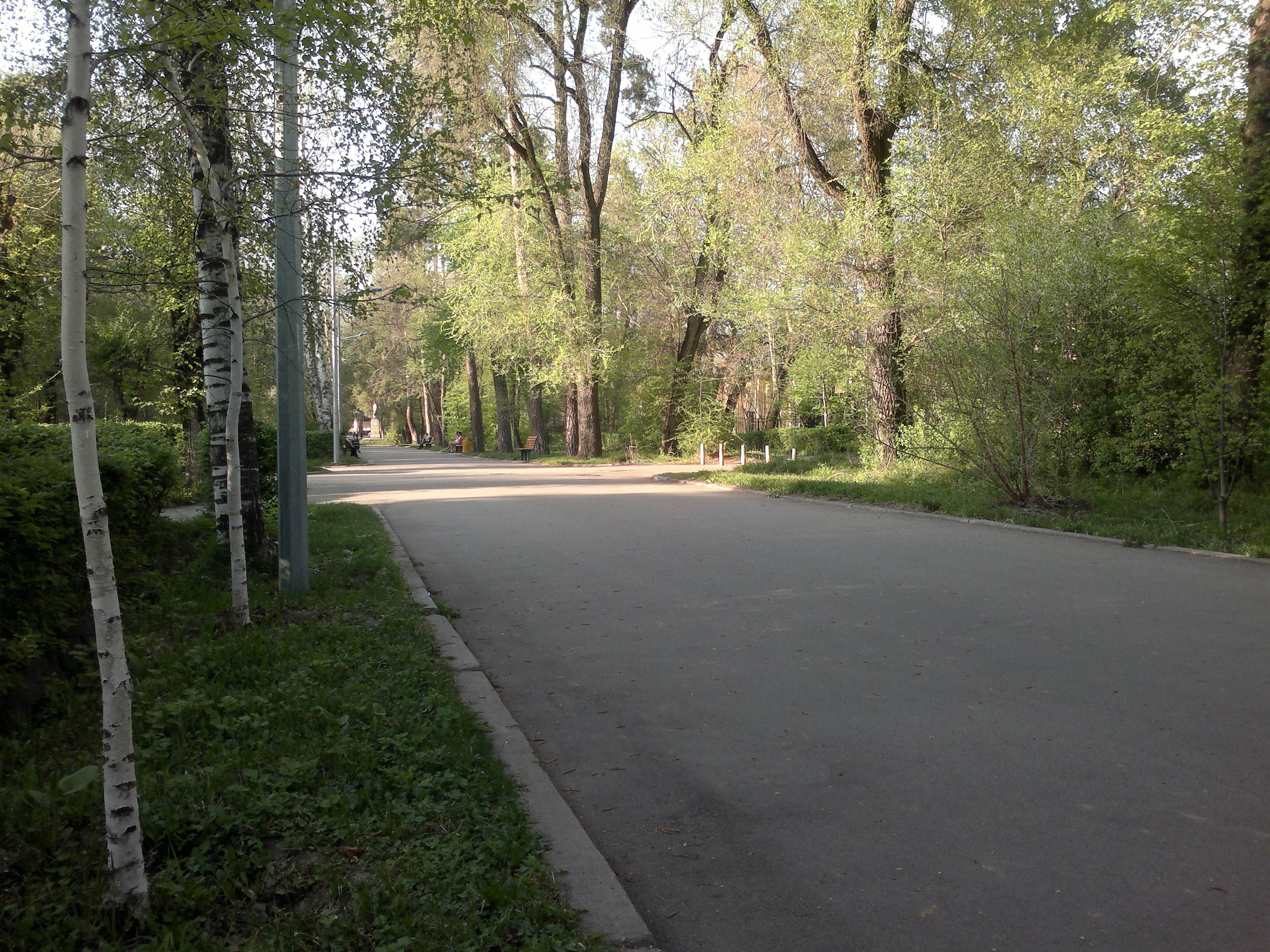
Een laan in het park